# Шевченко Гаврило Матвійович
Гаврило Матвійович Шевченко (13 липня 1888, Кубанська область, Російська імперія  — 1942, Комі АРСР) — більшовицький військовий і політичний діяч. Офіцер воєнного часу — вахмістр Російської імператорської армії, в період розпаду Російської імперії і утворення СРСР — повстанський і партизанський командир, військовий діяч, замісник командира Уссурійським фронтом, начальник Анучинського партизанського військового району, заступник командира військами Приморського фронту Народно-революційної армії ДВР, командир полку Окремої Далекосхідної кавалерійської бригади РСЧА, що брав активну участь у встановленні радянської влади в Сибіру і на Далекому Сході, учасник громадянської війни в колишній Російській імперії 1917—1920-х рр.

## Життєпис
Народився в Кубанській області Російської імперії в сім'ї Домни Прокопівни і Матвія Шевченка 13 червня 1888 року. По набору його батьки переїхали на Далекий Схід для укріплення Уссурійського козацтва. Поселились в станиці Гродеково, нині поселення Пограничне Приморського краю.
В листопаді 1909 року був зарахований на службу до Уссурійського козачого полку. Після закінчення кавалерійської навчальної команди в травні 1910 року отримав звання молодшого урядника.

### Перша світова війна
Брав участь у бойових діях в 1-шу світову війну у складі Уссурійського козачого полку з 1914 по 1917 рік, на посаді вахмістру. Повний Георгіївський кавалер.